# Dianajonesia kilepoae
Dianajonesia kilepoae is een rankpootkreeftensoort uit de familie van de Poecilasmatidae. De wetenschappelijke naam van de soort werd als Temnaspis kilepoae in 1968 gepubliceerd door Galina Benizianovna Zevina.